# Årjep Kaskojaure
Årjep Kaskojaure är en sjö i Arjeplogs kommun i Lappland och ingår i Piteälvens huvudavrinningsområde. Sjön har en area på 0,975 kvadratkilometer och ligger 410,2 meter över havet.

## Delavrinningsområde
Årjep Kaskojaure ingår i det delavrinningsområde (734629-163587) som SMHI kallar för Utloppet av Årjep Kaskojaure. Medelhöjden är 452 meter över havet och ytan är 18,22 kvadratkilometer. Det finns inga avrinningsområden uppströms utan avrinningsområdet är högsta punkten. Vattendraget som avvattnar avrinningsområdet har biflödesordning 3, vilket innebär att vattnet flödar genom totalt 3 vattendrag innan det når havet efter 196 kilometer. Avrinningsområdet består mestadels av skog (65 procent) och sankmarker (24 procent). Avrinningsområdet har 1,8 kvadratkilometer vattenytor vilket ger det en sjöprocent på 9,9 procent.